# 慶善寺
慶善寺（けいぜんじ）は、中華人民共和国陝西省渭南市韓城市金城街道にある仏教寺院。

## 歴史
慶善寺は唐の貞観2年（628年）に建立された。北宋の至和元年（1054年）は寺院を重修した。清の乾隆18年（1753年）と光緒21年（1895年）に寺院を再建した。